# Jerson Ravelo
Jerson Ravelo est un boxeur dominicain né le 30 juillet 1977 à San Cristóbal.

## Carrière
Naturalisé américain, il remporte en 1998 les Golden Gloves dans la catégorie poids moyens puis représente la République dominicaine aux Jeux olympiques d'été de 2000 à Sydney dans cette même catégorie mais s'incline au premier tour face à l'australien Paul Miller 8 points à 7. 
Ravelo fait ses débuts professionnels le 27 janvier 2001 au Madison Square Garden en battant l'américain Miguel Gutierrez. Il obtient une chance pour le titre de champion d'Amérique du Nord NABO des super-moyens face à Andre Ward le 20 juin 2008 mais perd par arrêt de l'arbitre au 8e round.